# Goof Troop (jogo eletrônico)
Goof Troop é um jogo de ação-aventura e puzzles desenvolvido pela Capcom e lançado em 1993 na América do Norte e Europa e em 1994 no Japão. O jogo é baseado na série de mesmo nome. Antes de começar a jogar o jogador pode escolher entre ser Max ou Pateta no modo single player. Caso o jogador escolha o modo multiplayer, ele poderá escolher qual personagem cada jogador irá controlar.
Foi um dos primeiros games projetados por Shinji Mikami, que dirigiu Resident Evil em 1996.

## Jogabilidade
Jogando como Pateta ou Max, o jogador passa por cinco áreas da ilha Spoonerville: uma praia, uma vila sendo atacada, um castelo assombrado, um vale montanhoso e o navio pirata do capitão Keelhaul Pete, onde Bafo-de-Onça e seu filho, B.J., estão mantidos. Cada área possui um chefe correspondente, com exceção do primeiro nível, que possui um grupo de Jesters como chefe.
Os jogadores podem se defender dos inimigos e matá-los atirando potes de flores, vasos, pedras e barris neles. No jogo existem também vários itens com funções diferentes, usados para passarem de certas situações, como o gancho, que permite que Max e Pateta criem uma ponte acima de um buraco ou paralisar os inimigos. Cada jogador pode carregar somente um item no modo multiplayer, sendo que no modo single player o jogador pode carregar até dois itens. Caso um dos personagens já esteja carregando o máximo de itens, ao tentar adquirir um novo ele irá trocar de lugar com o item antigo que estiver ativo. Além disso, existem frutas e diamantes espalhadas pelos mapas. Enquanto as frutas aumentam a saúde do personagem, o diamante vermelho dá uma nova vida a ele, enquanto o diamante azul dá um continue.
Além do ser direcionado para multiplayer, ele também é direcionado à solução de quebra-cabeças. Em muitas situações, o jogador terá que chutar blocos de maneira que eles fiquem em cima de marcas no chão, para que esse possa abrir portas e avançar no jogo. Em algumas partes será também necessário colocar tábuas em buracos no chão ou criar caminhos com cordas usando o gancho para que possam atravessar para o outro lado sendo que, ao fazerem isso, perdem os itens.

## Enredo
Era um lindo dia para pescar em Spoonerviller, então Pateta e seus amigos pegaram seus barcos e se dirigiram ao oceano. Atrás dos peixes maiores, João Bafo-de-Onça e B.J. de repente foram pegos na sombra onipotente de um navio gigante. Quando Pateta e Max olharam, eles viram um enorme barco pirata se dirigindo para a ilha de Spoonerville com João Bafo-de-Onça e B.J. a bordo, vítimas do sequestro pirata.
Pateta remou com toda sua força, mas não conseguiu alcançar o navio pirata antes que este atracasse na ilha. Determinado a salvar seus amigos, Pateta e Max se dirigem à ilha para procurar o forte dos piratas. Após derrotar alguns piratas, Pateta e Max descobrem que João Bafo-de-Onça foi confundido com o capitão Keelhaul Pete, que foi engolido por uma baleia há muito tempo atrás. Enquanto Pateta e Max continuam na sua busca, Bafo continua fingindo ser o capitão, algo que ele aprecia muito devido às regalias.
Após um tempo, Pateta e Max chegam ao navio pirata e eles vem quem parece ser Bafo. Ao tentar salvá-lo, Pateta acaba sendo nocauteado. Max então nota que aquele era na verdade o capitão que foi cuspido da baleia. Preocupados com seus amigos, Pateta e Max continuam infiltrando no navio, até encontrarem novamente com o capitão verdadeiro. Após derrotá-lo e tirarem Bafo e seu filho da prancha, eles amarram o capitão no mesmo lugar e o deixa ser ameaçado de ser comido por um jacaré faminto. Os amigos então voltam para a pescaria.

## Recepção
Na edição 51 da revista Nintendo Power deram um 3.525 de 5. Mesmo eles criticando que o desafio foi "bem fraco", eles falaram "o jogo ainda é muito divertido". Arin e Jon de Game Grumps deram um A de 5, falando que não apenas o jogo é o mais "boopinho", mas também "coopinho".
Ingo Zaborowski, da MAN!AC, deu uma nota 75 de 100.
Em 2013, Andy Green, da Nintendo Life, elogiou amplamente o jogo, afirmando: "O Goof Troop é uma joia absoluta quando se une a um amigo no modo multiplayer. Pode ser curto, a jogabilidade pode ser simples e os quebra-cabeças são fáceis, mas não há como negar que é uma experiência incrivelmente agradável quando os dois membros da tropa estão na tela ". Na mesma análise, Green criticou o modo single player, afirmando: "a natureza simplista do jogo e seu baixo nível de dificuldade o tornam entediante e, com o passar do tempo, você se cansará de completar quebra-cabeças que evidentemente foram projetados para mais de um jogador."

## Versão japonesa
Na versão japonesa do Goof Troop é possível selecionar diferentes níveis de dificuldade para os puzzles, o que torna o jogo ainda mais desafiador.